# Смречанка
Смречанка (словац. Smrečianka) — річка в Словаччині, права притока Вагу, протікає в окрузі Ліптовський Мікулаш. 
Довжина — 18 км.
Бере початок в масиві Західні Татри біля Жьярського перевалу на висоті 1670 метрів. Впадає річка Врбічка.
Впадає у Ваг біля міста Ліптовський Мікулаш на висоті 596 метрів.